# Phenomenon (film)
Phenomenon è un film drammatico del 1996 di Jon Turteltaub. I suoi contenuti spaziano fra il genere della commedia romantica e quello del cinema fantastico.

## Trama
George Malley, meccanico nonché "bravo ragazzo" di un'immaginaria cittadina della California, Harmon, la sera del suo 37º compleanno vede delle intense luci cangianti provenire dal cielo; subito dopo si ritrova disteso per terra, stordito e incapace di chiarirsi cosa sia successo. Da quel momento in avanti, diviene una sorta di "genio" universale estremamente brillante, acquisendo inoltre delle capacità straordinarie come la telecinesi e perdendo il bisogno di dormire.
In un primo tempo, gli abitanti di Harmon sono intrigati ed eccitati da questa trasformazione. In seguito, però, queste nuove doti portano progressivamente George in una condizione di isolamento a causa della paura e del sospetto che cominciano inevitabilmente a generare. Le cose si complicano quando George decifra per gioco un messaggio in codice del governo statunitense sospendendone al contempo un importante programma militare, azione che porta rapidamente al suo arresto da parte dell'FBI.
George viene rilasciato, ma al Prof. Ringold, un docente universitario che lo aveva in precedenza contattato, viene ingiunto di non avere in nessun modo rapporti con lui, in quanto ritenuto soggetto pericoloso per gli affari governativi, che avevano dei loro progetti in corso proprio all'interno dell'ateneo del professor Ringold. Di conseguenza, George, l'ex "uomo-qualsiasi", scoraggiato dall'improvvisa mancanza di interesse mostratagli dal professore, non ha più nessuno con cui condividere le stupefacenti idee e scoperte che accumula in continuazione, e la frustrazione derivante da questa situazione lo porta rapidamente sull'orlo di una crisi nervosa.
Il genio organizza quindi una conferenza ad una fiera del libro nel tentativo di poter esprimere il proprio pensiero, ma viene assalito dalla folla fino a che non sviene sul pavimento con una nuova visione di luci. Più tardi, in ospedale, gli comunicano che le sue nuove qualità, così come le sue strane visioni, sono frutto di un caso unico di tumore cerebrale molto esteso che, non si sa in quale maniera, ha ottimizzato al massimo grado possibile tutte le funzionalità del suo cervello nelle aree colpite (mantenendo, però, il suo carattere letale).
La notizia raggiungerà un esponente del mondo scientifico, un neurochirurgo, che tuttavia si dimostrerà interessato soltanto al fenomeno come tale e non al lato umano della cosa (quest'ultimo è uno dei temi centrali del film). George rifiuta l'operazione esplorativa a scopi scientifici che gli è stata proposta, e fugge dall'ospedale per andare a casa di Lace Pennamin, di cui è innamorato.
Parallelamente alle vicende citate si sviluppa infatti la storia d'amore tra George e Lace Pennamin (quest'ultima sosterrà il protagonista fino alla fine), e viene dato risalto alla profonda amicizia esistente tra lo stesso George e i concittadini Nate Pope e Doc Brunder, che lo difenderanno a spada tratta contro le malelingue e che porteranno infine gli altri abitanti di Harmon a comprendere il valore positivo di ciò che è accaduto al meccanico.
Quest'ultimo morirà senza nessuna avvisaglia a parte le sue stesse sensazioni degli ultimi minuti, a fianco di Lace, e, per quest'ultima cosa, la sua si dimostra essere una morte felice.
Il film si conclude con la festa del 38º compleanno del protagonista, da lui mai vissuto, in cui il suo paese si riunisce per commemorarlo, con una visione generale del bene che, direttamente o indirettamente, George ha portato ad esso.

## Accoglienza
Dal punto di vista della critica il film ha ricevuto recensioni miste; il sito Rotten Tomatoes conta un 50% di recensioni positive.
Sono state spesso rimarcate dalla stampa inglese delle similitudini esistenti tra le parole e le azioni del personaggio di George Malley e le tesi propagandate dalla Chiesa di Scientology, di cui John Travolta era all'epoca un membro convinto e un fervente sostenitore.
Il film, comunque, fu un successo di botteghino, avendo incassato più di 16 000 000 di dollari nel suo primo weekend, giungendo in tal modo in terza posizione, per poi salire in seconda posizione. Il suo incasso finale è stato di 104 636 382 dollari negli Stati Uniti e di 47 400 000 dollari nel resto del mondo, per un totale di circa 152 000 000 di dollari.
La scena in cui George Malley chiede a Lace Pennamin "Hey, would you, uh, love me for the rest of my life?" ("Mi amerai per il resto della mia vita?") e la donna risponde "No, I'm gonna love you for the rest of mine" ("No, ti amerò per il resto della mia"), ha ispirato uno dei singoli di Trace Adkins del 1997, "The Rest of Mine".

## Premi enomination
Travolta e Whitaker vinsero entrambi un Blockbuster Entertainment Award per le loro performance nel 1997. Inoltre Whitaker ricevette un Image Award. Nello stesso anno il film fu candidato per il Saturn Award. Travolta fu candidato per un MTV Movie Award per il "Miglior bacio", insieme con Kyra Sedgwick. Eric Clapton ha vinto, per la sua canzone Change the World, un ASCAP Award e un BMI Film & TV Award. Thomas Newman ha ricevuto anche lui un BMI Film & TV Award per la musica.

## Musiche
La canzone della fine del film, Change The World, è un brano del musicista Eric Clapton.
La colonna sonora include altri noti brani rock, fra cui cover delle canzoni Crazy Love di Van Morrison e Have A Little Faith In me di John Hiatt.

## Phenomenon II
Il 1º novembre 2003 fu trasmesso in televisione un film intitolato Phenomenon II dalla ABC Network. Il film è stato diretto da Ken Olin, con attori Terry O'Quinn, Jill Clayburgh e Christopher Shyer nel ruolo di George Malley. Sebbene fu pensato per essere un sequel di Phenomenon, Phenomenon II è un remake parziale del primo film, riprendente essenzialmente la trama di quest'ultimo aggiungendo però dei nuovi personaggi e introducendo una sottotrama che coinvolge la National Security Agency. Il finale aperto del film suggerisce che quest'ultimo serviva come episodio pilota di una nuova serie TV mai realizzata.